# Edgard Iván Rimaycuna Inga
Edgard Iván Rimaycuna Inga (Chiclayo, 24 settembre 1989) è un presbitero peruviano, dall'8 maggio 2025 segretario particolare del sommo pontefice Leone XIV.

## Biografia

### Formazione e ministero sacerdotale
Nel 2001 si iscrive al Colegio Nacional San Jose de Chiclayo dove si diploma nel 2005, per poi intraprendere gli studi presso il Seminario Mayor Santo Toribio de Mogrovejo, conclusi nel 2013.
Dal 2013 al 2015 è stato vicario parrocchiale della parrocchia di Nostra Signora di Guadalupe e poi dal 2015 al 2017 vicario parrocchiale della cattedrale di Santa Maria di Chiclayo. Nel settembre del 2017 inizia gli studi presso il Pontificio Istituto Biblico a Roma, dove consegue nel 2021 la Licenza in Sacra Scrittura.
Già segretario del cardinale Robert Francis Prevost, con la sua elezione a papa l'8 maggio 2025, è divenuto segretario particolare del sommo pontefice.